# كرداسة (مركز)
مركز كرداسة مركز إداري مصري. يقع في محافظة الجيزة في مصر. مدينة كرداسة عاصمة المركز أكبر قرى محافظة الجيزة.

## وصلات خارجية
- كرداسة.. جنة السياحة في قلب الريف
- كرداسة.. نسّاج العرب